# 克魯格利克 (哈佳奇區)
50°18′34″N 33°48′37″E / 50.30944°N 33.81028°E
克魯格利克（烏克蘭語：Круглик），是烏克蘭中部的村莊，隸屬波爾塔瓦州的米爾霍羅德區。該村距離布托維切西克0.5公里，始建於1680年，面積0.56平方公里，海拔高度163米，2001年人口150。